# Joanna Zając
Joanna Zając (ur. 13 września 1990 w Limanowej) – polska snowboardzistka specjalizująca się w halfpipe, olimpijka z Soczi 2014.

## Sukcesy

### Igrzyska olimpijskie
| Miejsce | Dzień     | Rok  | Miejscowość     | Konkurencja | Zwycięzca          |
| ------- | --------- | ---- | --------------- | ----------- | ------------------ |
| 22.     | 12 lutego | 2014 | Krasnaja Polana | Halfpipe    | Kaitlyn Farrington |

### Mistrzostwa Świata
| Miejsce | Dzień       | Rok  | Miejscowość | Konkurencja | Zwycięzca    |
| ------- | ----------- | ---- | ----------- | ----------- | ------------ |
| 36.     | 23 stycznia | 2009 | Kangwŏn     | Halfpipe    | Liu Jiayu    |
| 24.     | 20 stycznia | 2013 | Stoneham    | Halfpipe    | Arielle Gold |

### Puchar Świata

#### Miejsca w klasyfikacji generalnej
- 2007/2008 – 100.
- 2008/2009 – 141.
- 2009/2010 – 117.
- 2010/2011 – –
- 2011/2012 – –
- 2012/2013 – –
- 2013/2014 – –